# José Manuel Blecua Perdices
José Manuel Blecua Perdices (Zaragoza, 21 de junio de 1939) es un filólogo español, hijo del también filólogo y gramático José Manuel Blecua Teijeiro (1913-2003), con quien se le suele confundir, y hermano mayor del también filólogo Alberto Blecua (1941-2020). Ingresó en la Real Academia Española en 2006 con el sillón h y fue director de la institución entre 2010 y 2014.

## Biografía
Junto a su hermano Alberto se aficionó a la lectura leyendo tebeos y literatura popular (las novelas de José Mallorquí sobre El Coyote, sobre todo). En el Instituto Goya en que trabajaba su padre tuvo como profesores a filólogos de la talla de Francisco Ynduráin en Historia de la Literatura o Ildefonso Manuel Gil; este último fue especialmente importante para él. Fue profesor de enseñanzas medias y luego catedrático de Lengua Española de la Universidad Autónoma de Barcelona, donde dirige el Seminario de Filología e Informática. También ha sido director académico del Instituto Cervantes. Es miembro del Consejo Asesor de la Fundéu BBVA.
Ha sido profesor invitado de la Ohio State University (1970) y en el Centro de Estudios Lingüísticos y Literarios de El Colegio de México (1986-1987). Con Juan Alcina Franch es autor de una Gramática Española; dirigió el Diccionario general de sinónimos y antónimos y ha publicado numerosos trabajos de lexicografía y sobre historia de las ideas lingüísticas en España, la aplicación de las nuevas tecnologías al estudio de la lengua española y el estudio del español como lengua extranjera. Es autor del libro de estilo del diario barcelonés La Vanguardia. Obtuvo el premio Aragón, en su modalidad nacional en 2005 y fue presidente de la Comisión Estatal para la celebración del IV Centenario de El Quijote.
Fue director de la Real Academia Española entre el 16 de diciembre de 2010 y el 11 de diciembre de 2014.
El 27 de enero de 2014 fue nombrado doctor honoris causa de la Universidad Carlos III de Madrid. En 2015 se le concede la Gran Cruz de la Orden Civil de Alfonso X el Sabio.

## Obras
- Atlas de la literatura española. Barcelona, Jover, 1979.
- Lingüística y significación. Barcelona, Salvat, 1973.
- Gramática española. Barcelona, Ariel, 1979. (Con Juan Alcina Franch)
- Qué es hablar. Barcelona, Salvat, 1982.
- Literatura española. Madrid: SA de Promoción y Ediciones, 1988.
- Diccionari avançat de sinònims i antònims de la llengua catalana. Barcelona, Bibliograf, 1997. 7.ª ed. (Como director.)
- Estudios de grafemática en el dominio hispánico. Salamanca, Universidad de Salamanca / Instituto Caro y Cuervo, 1998. (Como editor, con Juan Gutiérrez y Lidia Sala.)
- Diccionario general de sinónimos y antónimos. Barcelona: VOX Universidad, 1999. (Como director.)

## Trayectoria y distinciones
- El 8 de octubre de 2011, fue condecorado por el alcalde de Zaragoza, Juan Alberto Belloch, con la medalla de oro de la ciudad.[5]

- El 10 de abril de 2013 obtiene el Premio de las Letras Aragonesas 2012 por su dilatada carrera entregada al estudio de la lengua, tanto en sus aspectos gramaticales como en el análisis de sus creaciones literarias.[6]